# Paul Wranitzky

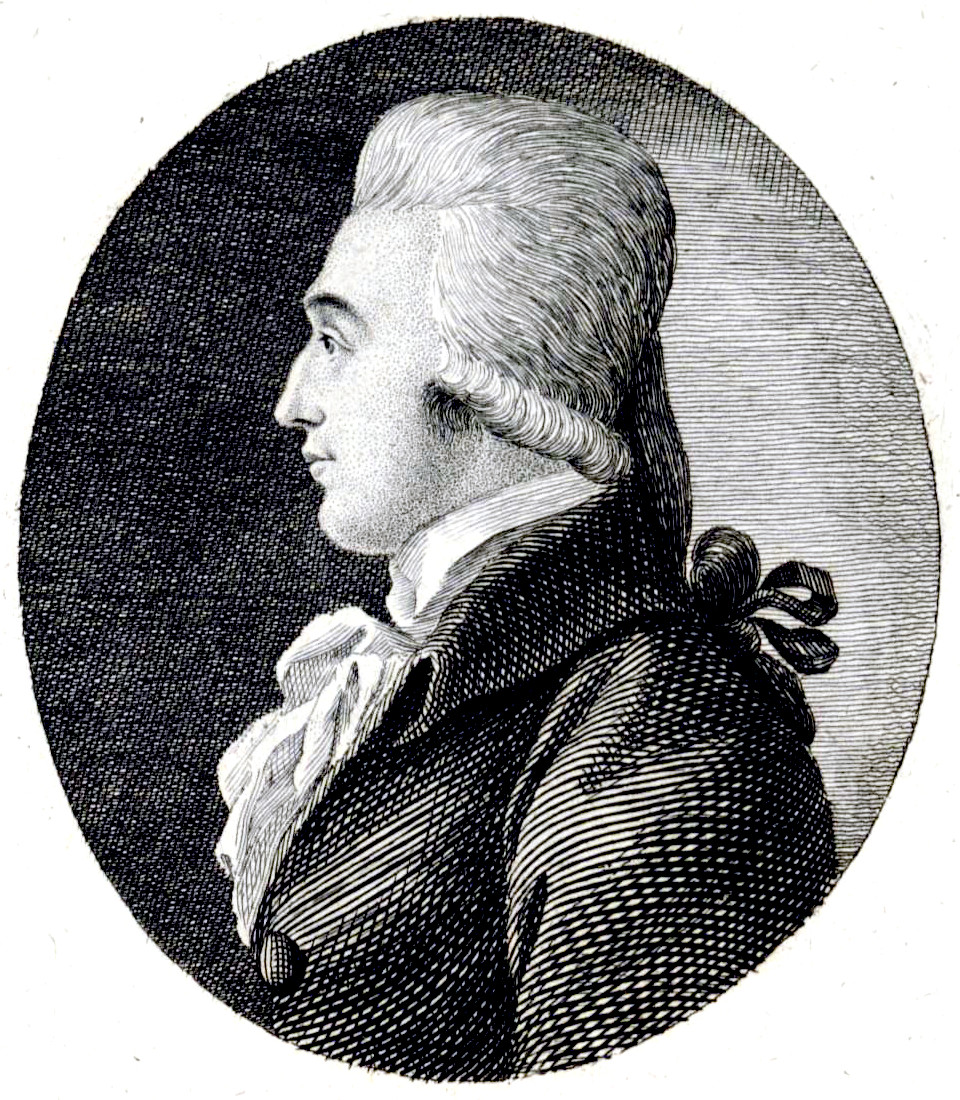
Paul Wranitzky 1796

Paul Wranitzky, tschechisch Pavel Vranický (* 30. Dezember 1756 in Neureisch (tschechisch Nová Říše), Markgrafschaft Mähren; † 26. September 1808 in Wien) war ein mährisch-österreichischer Komponist und Dirigent der Wiener Klassik.

## Leben
Paul Wranitzky und sein Halbbruder Anton spielten im Musikleben Wiens eine prominente Rolle. Paul erhielt als Kind Unterricht in Gesang, Orgel und Violine und ging 1776 nach Wien, um auf Wunsch seiner Eltern Theologie zu studieren. Dort nahm er Kompositionsunterricht bei Joseph Martin Kraus. 1785 wurde er Orchesterdirektor des Kärntnertortheaters. Ab 1787 war er bis zu seinem Tod Direktor des Wiener Hofopernorchesters im Burgtheater.
Als Sekretär der Wiener Tonkünstler-Sozietät beantragte er, Joseph Haydn die Mitgliedschaft der Gesellschaft gratis anzutragen.
Als Musikalischer Direktor des Grafen Johann Nepomuk Esterházy (ab 1784) und Orchesterdirektor der beiden kaiserlichen Hoftheater (ab 1785) war der Komponist mit Wolfgang Amadeus Mozart, Joseph Haydn und Ludwig van Beethoven befreundet. Haydn bestand darauf, dass Wranitzky, einer der angesehensten Dirigenten seiner Zeit, 1799 und 1800 Aufführungen der Schöpfung dirigierte. Wie Mozart war er Mitglied der Freimaurerloge Zur gekrönten Hoffnung, die seit 1776 der Großen Landesloge der Freimaurer von Deutschland angehörte.
Im Jahr 1932 wurde in Wien-Donaustadt (22. Bezirk) die Wranitzkygasse nach dem Komponisten benannt.
Forschungen von Philippe Autexier legen nahe, dass Paul Wranitzky möglicherweise als Urheber der Melodie der österreichischen Bundeshymne in Frage kommt.

## Werke (Auswahl)

### Bühnenwerke

#### Opern
- Oberon, König der Elfen, 1789 (Digitalisat des Librettos)
- Der dreifache Liebhaber, 1791 (verschollen)
- Walmir und Gertraud, oder Man kann es ja probieren, 1791 (verschollen)
- Merkur der Heiratsstifter oder Der Geiz im Geldkasten, 1793
- Die Poststation, oder Die unerwartete Zusammenkunft, Singspiel in zwei Akten. Text: Simon Friedrich Küstner (1745–1799), Premiere in Frankfurt am 17. Juni 1794[Digitalisat 1]
- Das Fest der Lazaroni, Singspiel in zwei Akten, Uraufführung am 4. Februar 1794 am Leopoldstädter Theater in Wien. Premiere in Frankfurt am 3. März 1795. Text: Cajetan Tschink (1763–1813) oder nach anderen Quellen Joachim Perinet (1763–1816). Das Werk erlebte in den folgenden drei Jahren 31 Aufführungen[4]
- Das Maroccanische Reich, oder Die unterirdischen Schätze, 1794
- Die gute Mutter, Singspiel in zwei Akten, Uraufführung am 11. Mai 1795 am Kärntnertortheater in Wien. Text: Johann Baptist von Alxinger nach der Literaturvorlage La Bonne mère vom Chevalier de Florian[5]
- Der Schreiner, Singspiel in einem Akt, Uraufführung am 18. Juli 1799 am Kärntnertortheater in Wien. Text: August von Kotzebue nach dem gleichnamigen Lustspiel von Paul Weidmann aus dem Jahr 1787. In Hamburg wurde das Werk unter dem Titel Der Tischler aufgeführt.[6]
- Mitgefühl, Liederspiel in einem Akt, Uraufführung am 21. April 1804 am Kärntnertortheater in Wien. Text: Georg Friedrich Treitschke (1776–1842) verwendete Gedichte verschiedener Autoren, unter anderem von Johann Wolfgang von Goethe und Gottfried August Bürger[7]
- Die drei Buckligen, 1808 (verschollen)
- Medea, Melodrama, Parodie von Medea und Jason von Georg Benda, vor 1796

#### Ballette
- Die Weinlese, 1794 RISM ID: 201000240
- Zephir und Flora, 1795
- Das Waldmädchen, 1796 RISM ID: 850799323
- Die Luftfahrer, 1797 (verschollen)
- Cyrus und Tomyris, 1797 (verschollen)
- Zemire und Azor, 1799 (verschollen)
- Die Waise der Höhle oder Der Zauber der beiden Bildnisse, Mitkomponist: Thaddäus Weigl, 1800
- Das Urtheil des Paris, 1801 RISM ID: 850799324
- Der Raub der Sabinerinnen, 1804 (verschollen)
- Zufriedenheit mehr als Reichtum oder Der Tyroler Jahrmarkt, Zusammenarbeit mit Weigl und anderen, grosses komisches Ballett, 1805 RISM ID: 990069420
- Zelina und Gorano oder Die Morlaken-Hochzeit (verschollen), 1806
- Die Rache der Diana (verschollen), 1807
- Die geraubte und wiedereroberte Braut
- Das listige Bauernmädchen
- L'Amore Paterno (verschollen)

#### Divertissements
- Die Binder, 1801
- Vorstellungen, 1803
- Das Picknick der Götter, 1804
- Die Erkenntlichkeit, 1805

#### Schauspielmusiken
- Rudolf von Felseck oder Die Schwarzhaler Mühle oder La tempestà (verschollen), 1792
- Siri Brahe, oder Die Neugierigen, 1794
- Die Dienstpflicht, 1794
- Die Spanier in Peru, oder Rollas Tod, 1795
- Die Rache, 1795
- Achmet und Zenide, 1796
- Jolantha, Königin von Jerusalem, 1797
- Johanna von Montfaucon (verschollen), 1799
- Regulus (verschollen), 1801
- Der Tyrann von Syracus - Trauer Marsch, 1806
- Bianka della Porta (verschollen), 1807
- Maeon (verschollen), 1807
- Der Wald bei Hermannstadt (verschollen), 1807
- Fiesko (verschollen), 1807
- Die Bestürmung von Smolensk (verschollen), 1808
- Fernando und Marie, (verschollen), 1808

### Orchesterwerke

#### Sinfonien
Milan Poštolka erstellte ein Thematisches Verzeichnis der Sinfonien Pavel Vranickys, das Poštolka-Verzeichnis (PosV).
23 publizierte, außerdem mindestens 22 unveröffentlichte Sinfonien.
Auswahl:
- op. 2 Symphonie C-Dur, auch 1. Grande Symphonie genannt, entstand 1790 („A Magyar Nemzet Öröme“/„Joy of the Hungarian Nation“)
- op. 11 Symphonie c-moll
- op. 16 Symphonie D-Dur Nr. 3
- op. 17 Grande Symphonie a Plusieurs Instrumentis C-Dur RISM ID: 653003831
- op. 25 La chasse. Sinfonie à grand orchestre RISM ID: 990069439
- op. 31 Grande sinfonie caractéristique pour la paix avec la République française c-Moll RISM ID: 553014676 I Andante maestoso. Die Revolution II Tempo di Marcia piu maestoso. Ősterreich und Preusischer Marsch III Adagio Affectuoso. Das Schicksal und der Tod Ludwigs IV Tempo di Marcia movibile. Der Englische Marsch V Andante Gratioso. Die Friedens Unterhandlungen VI Allegro Vivace. Der Jubel über die Herstellung des Friedens RISM ID: 1001107447
- op. 33 Drei Symphonien
  - Nr.1 B-Dur RISM ID: 220036210 I Allegro molto II Adagio III Menuetto Allegretto. Trio IV Finale. Allegro vivace
- op. 35 Drei Symphonien
- op. 36 Symphonie D-Dur „bey der Vermählung des Erzherzogs Joseph und der Großfürstin Alexandra Paulowna“
- op. 37 Symphonie D-Dur „bey der Vermählung des Grafen Esterhazy mit der Marquise de Roisin“
- op. 50 Symphonie G-Dur
- op. 51 Symphonie A-Dur
- op. 52 Symphonie D-Dur
- Sinfonia in D il quodlibet musicale RISM ID: 850796710

#### Sonstige Orchesterwerke
- Spagnoletto RISM ID: 850795493

### Instrumentalkonzerte
- Sinfonia concertante für Flöte, Oboe und Orchester op. 39 RISM ID: 990069455
- Violinkonzert Nr. 3 RISM ID: 850795712

### Kammermusik
- Trois Trios concertants für Violine, Viola und Violoncello op. 1 RISM ID: 190023792 Nr. 1 B-Dur. Nr. 2 Es-Dur. Nr. 3 C-Dur
- Sechs Duos für zwei Traversflöten op. 2 RISM ID: 990069523
- Sechs Duette für zwei Flöten op. 13 RISM ID: 990069522
- Sechs Quartette op. 23 für zwei Violinen Viola und Bass RISM ID: 530012425
- Drei Quartette op. 26 für zwei Violinen Viola und Bass RISM ID: 1001167827
- Drei Flötenquartette op. 28 Nr. 1 G-Dur. Nr. 2 C-Dur. Nr. 3 a-moll
- Sechs Streichquartette op. 32
- Drei Duos für zwei Flöten op. 42
- Zwei Streichquintette RISM ID: 300040041
- Rondo für Violine und Klavier RISM ID: 990036395

### Musik für Tasteninstrumente
- Drei Sonaten für Clavecin oder Pianoforte op. 22 RISM ID: 990069532
- La Vendemia, Divertimento per il Clavicembalo RISM ID: 850799325
- Ländler für Klavier RISM ID: 408004090
- Polonaise für Klavier RISM ID: 250001829

### Geistliche Musik
- Dir schallen Jubellieder, Kantate für Sopran, Chor und Orchester, Mitkomponist: J. G. Anhalt RISM ID: 201000240 I  Dir schallen Jubellieder. Heil sei dir Glück und Segen II Aria. Wie frohlocken Legionen III Coro. Höchster jeden unsrer Triebe
- Felice chi vi mira, Aria de Sancto Spiritu für Sopran und Orchester RISM ID: 1001141612
- Totus sum ergo tuus in C-Dur, Duett für Discant und Tenor mit Orchesterbegleitung RISM ID: 1001013441

## Digitalisate
1. ↑  Die Poststation als Digitalisat bei https://www.wranitzky.com/